# Broch von Mousa

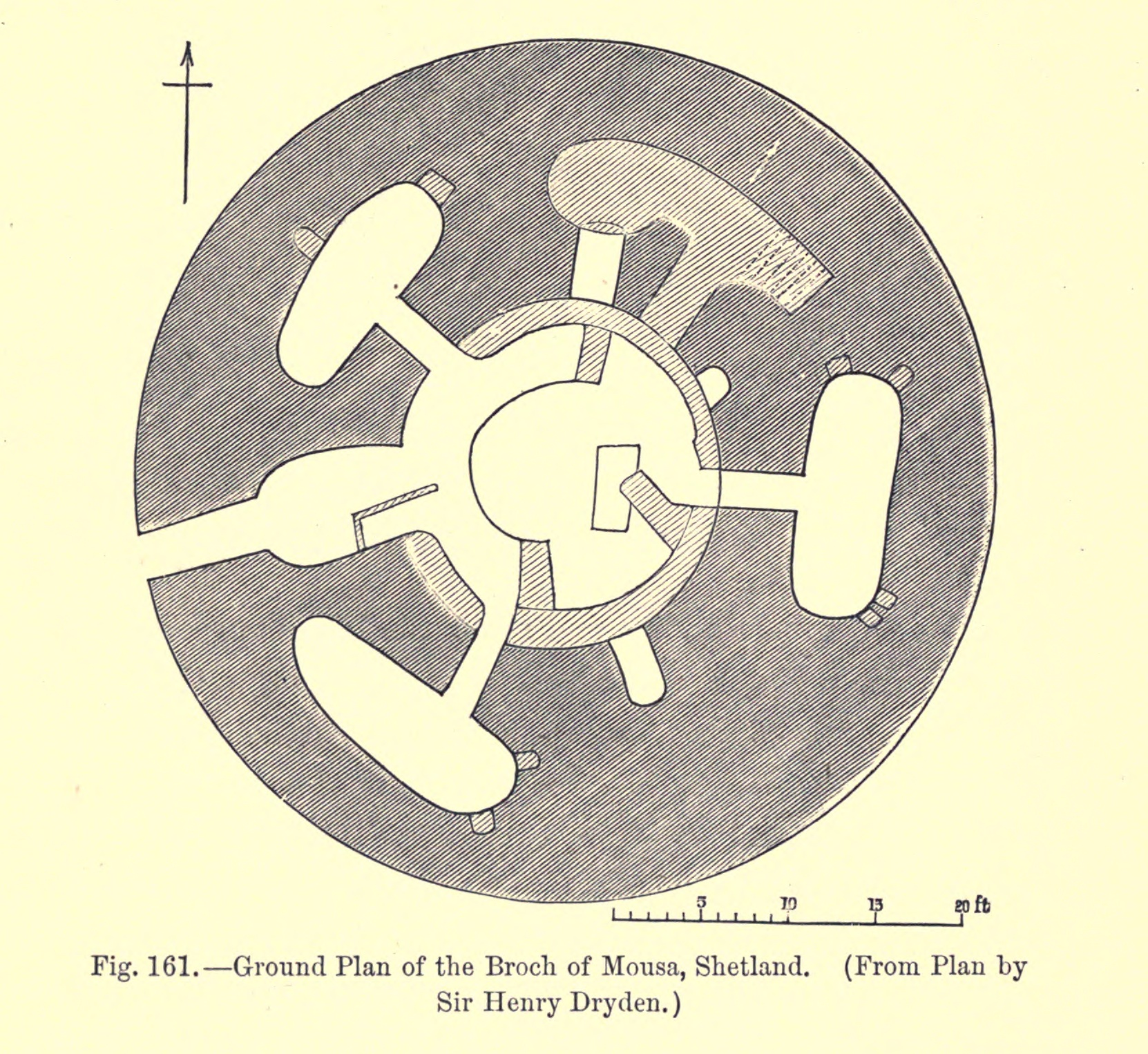
Broch von Mousa – Grundplan – Anderson 1883

An der Westküste der Insel Mousa (Moorinsel), die man von Sandwick aus erreicht, steht am Mousa Sound auf den Shetlandinseln in Schottland der Broch von Mousa, der am besten erhaltene Broch überhaupt. Er wurde vor der Zeitenwende errichtet und hat noch eine Höhe von über 13 m. Er hat einen Basisdurchmesser von etwa 15 m, wobei der Innenraum lediglich einen Durchmesser von etwa sechs Metern hat. In dem extrem dicken Mauerwerk befinden sich drei große Kammern mit jeweils drei oder vier kleinen Nischen. Drei weitere größere Nischen sind vom Innenraum aus erreichbar. In der unten 4,5 m dicken Wand verläuft eine Treppe, die auf die Mauer führt. Auf ehemals höher gelegene Stockwerke, die oftmals postuliert werden, findet sich kein Hinweis. Beim Broch lag einst ein heute ausgegangenes Wheelhouse.

## Literarisches
Mit dem Broch ist die Liebesgeschichte zwischen Bjorn Brynjulfsson und Thora, der Tochter Roalds, verbunden. In Norwegen ausgerissen, strandete ihr Schiff in einem Sturm vor Mousa, wo die Liebenden heirateten und den Winter über im Broch wohnten. Aus Furcht vor elterlicher Rache zogen sie nach Island, wo sie Skallagrímur, der Vater des Skalden Egill Skallagrímsson, aufnahm (Egils Saga, Kap. 33). 200 Jahre später entführte Earl Erland seine Geliebte, die Witwe des Maddad Earl of Atholl, deren Hochzeit ihr Sohn, der Earl Harald Maddadarson, verhindern wollte. Er belagerte den Broch, ohne ihn einnehmen zu können, und musste der Vermählung zustimmen (Orkneyinga Saga, Kap. 93).
In Ian Rankins Kriminalroman „Das Souvenir des Mörders“ (Orig. Black and Blue, 1997) sucht der Protagonist Detective John Rebus einen Zeugen im Mousa Broch auf, der sich dort versteckt hält.